# Саньхэ (Ланфан)
Саньхэ́ (кит. упр. 三河, пиньинь Sānhé) — городской уезд городского округа Ланфан провинции Хэбэй (КНР). Название городского уезда в переводе означает «три реки»: имеются в виду реки Цзюйшуй, Жушуй и Баоцюшуй.

## История
При империи Западная Хань был создан уезд Лусянь (路县), который располагался на территориях современного городского уезда Саньхэ провинции Хэбэй и пекинского района Тунчжоу. При империи Восточная Хань к названию уезда был добавлен ключ «вода», и оно стало записываться как 潞县.
При империи Тан в 619 году восточная часть уезда Лусянь была выделена в уезд Линьцзюй (临泃县), что означает «перед рекой Цзюйшуй». В 716 году появился уезд Саньхэ.
С 1928 года уезд входил в состав провинции Хэбэй. В 1935 году при поддержке Японии в восточной части провинции Хэбэй было создано Антикоммунистическое автономное правительство Восточного Цзи, и эти земли вошли в его состав. 1 февраля 1938 года восточнохэбэйская автономия была поглощена другим прояпонским марионеточным режимом — Временным правительством Китайской Республики, который 30 марта 1940 года вошёл в состав созданной японцами марионеточной Китайской Республики. После Второй мировой войны над этими землями была восстановлена власть гоминьдановского правительства.
В 1949 году был образован Специальный район Тяньцзинь (天津专区), и уезд вошёл в его состав. В 1958 году Специальный район Тяньцзинь был расформирован; уезд Саньхэ был присоединён к уезду Цзисянь, который перешёл в непосредственное подчинение властям Тяньцзиня. В 1961 году Специальный район Тяньцзинь был восстановлен, и уезд Цзисянь вновь вошёл в его состав. В 1962 году из уезда Цзисянь был выделен уезд Саньхэ.
В 1967 году Специальный район Тяньцзинь был переименован в Округ Тяньцзинь (天津地区). В 1973 году Округ Тяньцзинь был переименован в Округ Ланфан (廊坊地区). В сентябре 1988 года решением Госсовета КНР округ Ланфан был преобразован в городской округ Ланфан. В 1993 году уезд Саньхэ был преобразован в городской уезд.

## Административное деление
Городской уезд Саньхэ делится на 5 уличных комитетов и 10 посёлков.